# بدهی انقراض
در بوم‌شناسی، بدهی انقراض، انقراض آیندهٔ گونه‌ها به دلیل رویدادهای گذشته‌است. دو عبارت راه‌رفتن مرده (dead clade walking) و بقای بدون بازیابی (survival without recovery)، بیانگر همین مفهوم است.
بدهی انقراض به دلیل تأخیر زمانی بین تأثیر روی یک گونه، مانند تخریب زیستگاه، و ناپدید شدن نهایی گونه رخ می‌دهد. به عنوان مثال، درختان با عمر طولانی ممکن است حتی پس از ناممکن شدن تولیدمثل درختان جدید، سال‌ها زنده بمانند و بنابراین ممکن است متعهد به انقراض شوند. از نظر فنی، بدهی انقراض عموماً به تعداد گونه‌های موجود در یک منطقه که احتمال انقراض وجود دارد، به جای دارایی هر یک از گونه‌ها، اشاره دارد، اما در زبان محاوره‌ای به هرگونه وقوع انقراض تأخیری اشاره دارد.